# Löt, Strängnäs kommun
Löt är en bebyggelse i Strängnäs kommun. Den är belägen sydöst om centralorten Strängnäs. SCB avgränsade här från 1995 till 2023 en småort.
Där finns en ryggkirurgisk klinik.